# Gidget Sandoval
Gidget Sandoval Herrera (nascida em 1966) é uma rainha de beleza da Costa Rica que venceu o Miss Internacional 1983 em Osaka, no Japão.
Ela foi a segunda de seu país a vencer. A primeira havia sido Lorna Chávez em 1980.[carece de fontes?]

## Miss Internacional 1983
Um grupo de 41 países participou do Miss Internacional 1983, cuja final aconteceu no dia 11 de outubro e teve Gidget como vencedora.